# Die Perlenstickerinnen
Die Perlenstickerinnen ist ein französischer Spielfilm von Éléonore Faucher aus dem Jahr 2004.

## Handlung
Claire Moutiers ist 17, lebt in einer Kleinstadt in der französischen Provinz, hat nach Ende der Schule lange nach einer Arbeit gesucht und verdient nun als Kassiererin ein wenig Geld. Von einem Jungen, der im Supermarkt an der Fleischertheke arbeitet, ist sie im fünften Monat schwanger, weil beim Sex das Kondom gerissen ist. Sie selbst verdrängte die Schwangerschaft zunächst. Niemand in ihrem Umfeld weiß davon, sodass sie nur gelegentlich wegen ihrer Gewichtszunahme belächelt wird. Claire will das Kind anonym zur Welt bringen und zur Adoption freigeben. Sie lebt allein und meidet während ihrer Schwangerschaft den Kontakt zu ihren Eltern und ihrem jüngeren Bruder. Bald jedoch würde ihr Babybauch auch auf Arbeit auffallen und so sucht sie in einem Nachbarort eine Gynäkologin auf, um sich krankschreiben zu lassen. Die Ärztin kann bei der Untersuchung das Geschlecht des Kindes erkennen und schreibt es auf Claires Bitte hin auf einen Zettel, den sie ihr mitgibt. Sie regt zudem an, dass Claire sich noch einmal damit auseinandersetzen soll, das Kind vielleicht doch zu behalten.
Claire schreibt ihrer besten Freundin Lucile von ihrer Schwangerschaft. Lucile lädt sie zu sich ein, als sie mit ihrem Bruder in einem Nachbarort bei ihren Eltern zu Besuch ist. Luciles Bruder Guillaume ist depressiv, hat er doch mit einem Freund einen Verkehrsunfall gehabt. Der Freund starb dabei, obwohl der selbst schwer verletzte Guillaume kilometerweit gelaufen war, um rechtzeitig Hilfe zu holen. Nun macht er sich Vorwürfe. Der Tote war der einzige Sohn von Frau Mélikian, die als Stickerin arbeitet. Bei ihr hatte Claire, die in ihrer Freizeit selbst leidenschaftlich mit Perlen, Pelzen und Knöpfen kleine Kunstwerke stickt, vor einem Jahr vergeblich nach Arbeit gefragt. Nun begibt sie sich erneut zu Frau Mélikian. Bei ihr will sie im besten Fall die letzten Wochen vor der Geburt unterkommen, sodass sie in dieser Zeit keinem Bekannten begegnet. Frau Mélikian stellt Claire zur Probe ein, da sie an der Maschine einige einfache Stickarbeiten zu erledigen hat. Zunächst will Claire die zehn Tage bei ihr bleiben, die sie krankgeschrieben ist. Auf Arbeit hat sie behauptet, ihre Gewichtszunahme stamme vom Cortison, das sie wegen einer Krebserkrankung erhalte. Zum Beweis hatte sie sich ein Büschel ihrer roten Locken ausgerissen, sodass ihre Erkrankung geglaubt wurde. Frau Mélikian erkennt bald, dass Claire schwanger ist. Sie selbst kommt über den Tod ihres Sohnes nicht hinweg, trägt stets schwarz und wacht oft vor dem Zimmer ihres toten Kindes. Die Arbeit an einem Schleier, den sie über einem Rahmen mit Perlen bestickt, lenkt sie nicht ab. Wenige Tage nachdem Claire bei Frau Mélikian zu arbeiten begonnen hat, findet sie sie ohnmächtig in ihrem Haus. Sie hat versucht, sich mit Tabletten das Leben zu nehmen. Claire ruft den Rettungswagen und Frau Mélikian überlebt. In der Folgezeit besucht Claire sie regelmäßig im Krankenhaus und bringt Frau Mélikian mit Guillaume zu einer Aussprache zusammen. Claire beendet die Arbeit am Schleier und stickt zudem ein kunstvolles Tuch, das sie Frau Mélikian nach deren Genesung schenkt. Die ist von ihrer Arbeit begeistert. Claire darf weiterhin bei ihr arbeiten, bricht jedoch nach einer Arbeit an der Stickmaschine mit Nasenbluten zusammen. Frau Mélikian erkennt, dass die Arbeit für Claire inzwischen zu anstrengend geworden ist und schickt sie über das Wochenende nach Hause.
Am Montag ist Claire wieder bei Frau Mélikian. Die war das Wochenende über in Paris und hat von Christian Lacroix einen Auftrag für eine aufwändige Perlenstickerei für ein Kleid erhalten. Lacroix hat den Auftrag an sie und Claire vergeben, deren gesticktes Tuch für Frau Mélikian ihn beeindruckt hat. Beide Frauen verbringen die Tage nun mit Perlensticken. Frau Mélikian berichtet Claire von ihrer Schwangerschaft und besiegt so nach und nach die Trauer um ihren verlorenen Sohn. Claire beginnt, ihr ungeborenes Kind zu akzeptieren und zeigt ihrer Mutter bei einem Besuch sogar ihren Babybauch, doch erkennt die Mutter nicht, was Claire ihr sagen will. Claire weint daraufhin, wie sie auch weint, als Frau Mélikian einmal ihre Hilfe ablehnt. Beide sind schließlich zur Abschiedsfeier von Guillaume und Lucile eingeladen. Guillaume wird für drei Jahre fortgehen und Lucile ein Studium in einer anderen Stadt beginnen. Guillaumes Verletzungen nach dem Unfall sind verheilt, doch bringt diese Bemerkung von Frau Mélikian ihn dazu, die Feier vorzeitig zu verlassen. Claire geht ihm nach und beide küssen und lieben sich schließlich in freier Natur. Später arbeiten Claire und Frau Mélikian die Nacht lang an der Perlenstickerei, die in Kürze beendet sein muss. Claire schläft erschöpft ein und sieht sich im Traum an der Seite ihrer Mutter mit ihrem Kind auf dem Arm. Am nächsten Morgen gibt sie Frau Mélikian den Zettel der Gynäkologin. Sie weiß nun, dass sie ein Mädchen erwartet, und will ihr Kind behalten. Sie will jetzt auch ihren Eltern von der Schwangerschaft berichten. Gemeinsam mit Frau Mélikian setzt sie sich erneut an den Stickrahmen und beginnt, die letzten Perlen des Kleides zu ergänzen.

## Produktion

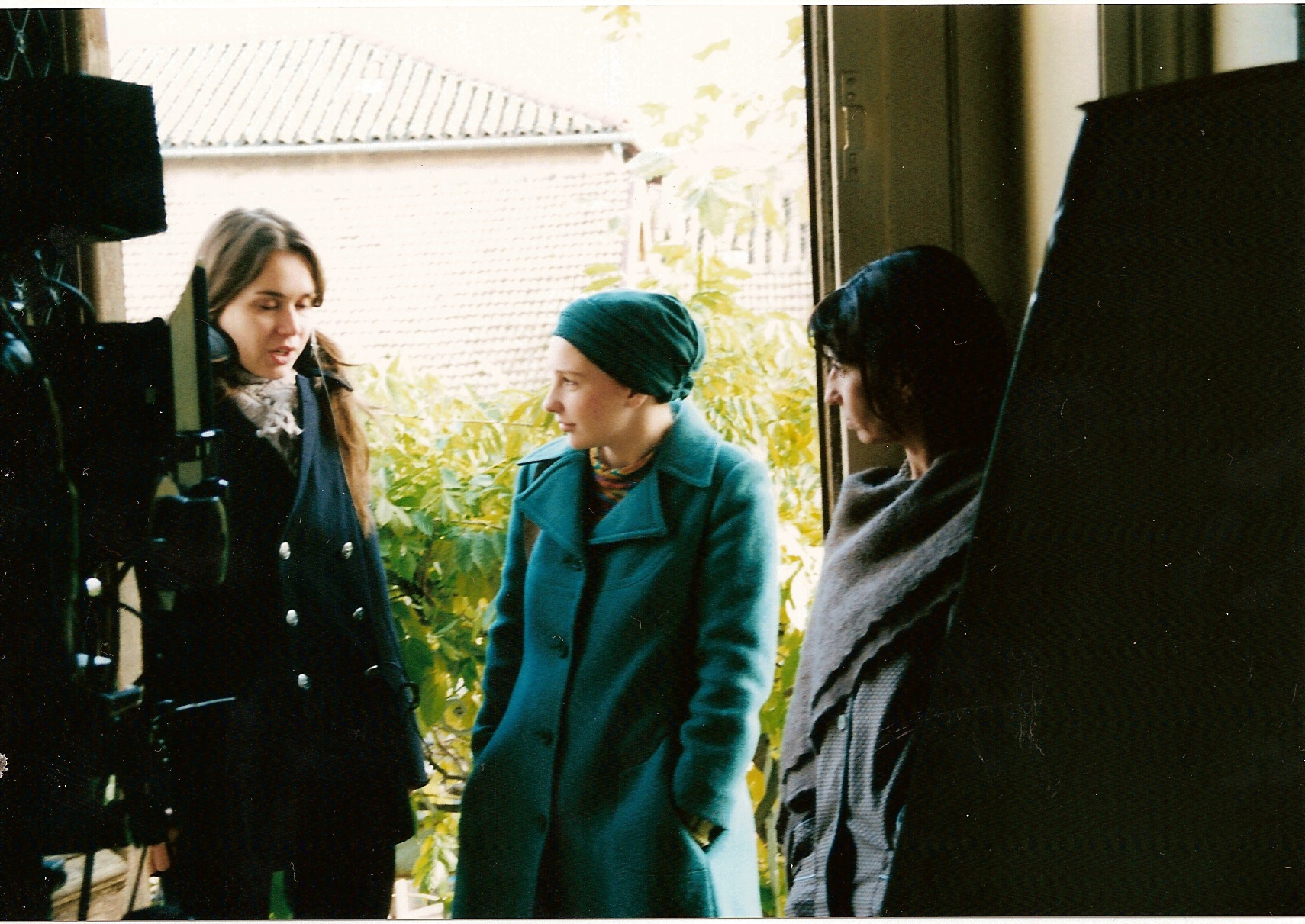
Éléonore Faucher, Lola Naymark und Ariane Ascaride (v. l. n. r.) beim Dreh in Fleurie

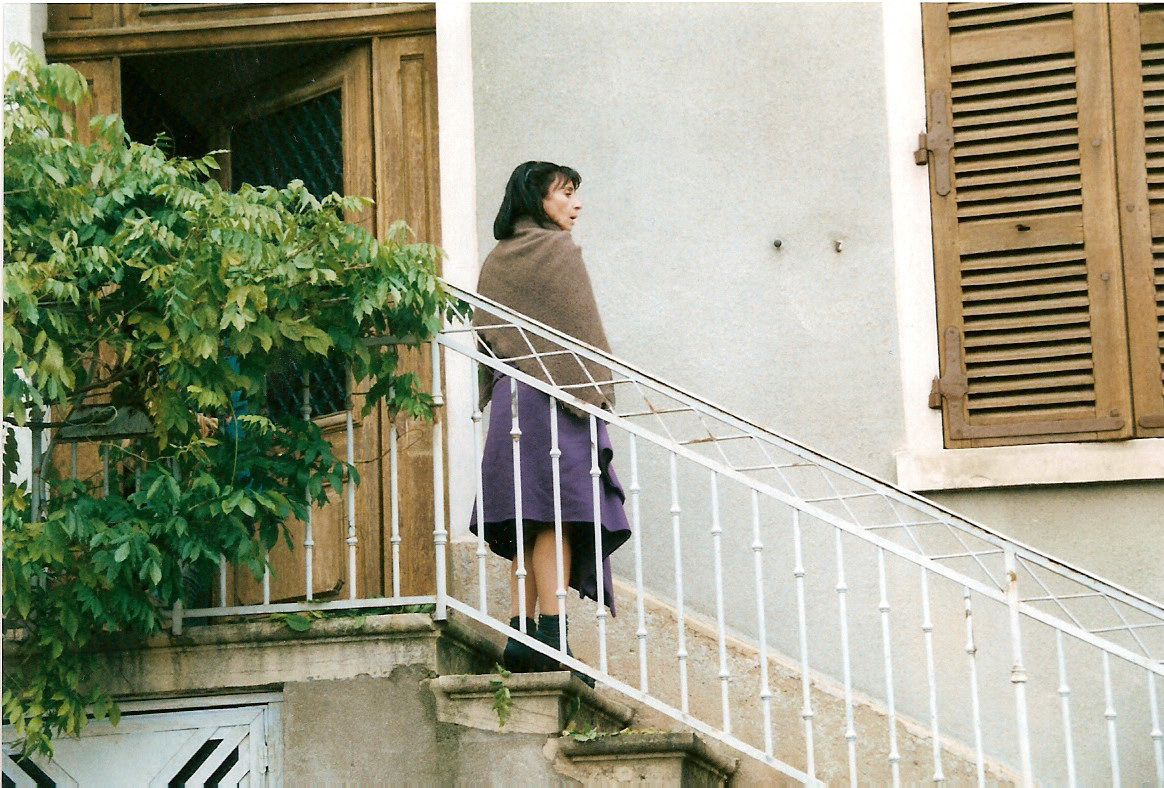
Ariane Ascaride beim Dreh in Fleurie

Die Perlenstickerinnen war das Langfilmdebüt von Regisseurin Éléonore Faucher, die bis dahin zwei Kurzfilme gedreht hatte. Der Film wurde von November bis Dezember 2003 in Angoulême (unter anderem an der Abbaye de Saint-Cybard), Fleurie (Haus von Frau Mélikian) sowie im Hôpital Le Vinatier in Bron gedreht. Die Innenaufnahmen entstanden im Studio 24 in Villeurbanne. Der Film erlebte am 14. Mai 2004 auf den Internationalen Filmfestspielen von Cannes seine Premiere und kam am 19. Mai 2005 auch in die deutschen Kinos. Am 24. November 2005 wurde er auf DVD veröffentlicht. Arte sendete Die Perlenstickerinnen am 9. Oktober 2008 erstmals im deutschen Fernsehen.
Neben Stücken von Michael Galasso sind im Film zahlreiche Lieder der Gruppe Louise Attaque zu hören, darunter Je t’emmène au vent (aus dem Album Louise Attaque, 1997), L’intranquillité und La Ballade de bas (aus Comme on a dit, 2000). Die Rockgruppe Tarmac ist zudem mit dem Lied Sur mes lèvres vertreten.

## Kritik
Der film-dienst nannte Fauchers Spielfilmdebüt „subtil entwickelt… und inszeniert…“. Der Film „visualisiert seine symbolische Ebene durch eine einfühlsame Bildsprache, wobei die Kamera unaufdringlich und sensibel die Freundschaft zwischen den Generationen beobachtet.“ Der Film sei mit präzisem Blick und viel Sorgfalt in Szene gesetzt, lobte Der Spiegel, und befand, dass Regisseurin Faucher „bisweilen eine derartige Sinnlichkeit [entwickle], dass der Zuschauer die dargestellte Welt zu fühlen, zu riechen und zu schmecken glaubt“.
Cinema befand, dass Zuschauer mit Geduld für das stille Drama mit „traumschönen Bildern reich belohnt“ werden, und nannte den Film „ein kleines Kunstwerk, zart wie eine kostbare Stickerei“.

## Auszeichnungen
Auf den Internationalen Filmfestspielen von Cannes 2004 wurde Die Perlenstickerinnen mit dem Critics Week Grand Prize und dem SACD Screenwriting Award ausgezeichnet. Er war zudem 2005 für drei Césars nominiert: Ariane Ascaride erhielt eine Nominierung in der Kategorie Beste Nebendarstellerin, Lola Naymark in der Kategorie Beste Nachwuchsdarstellerin und Éléonore Faucher in der Kategorie Bestes Erstlingswerk. Lola Naymark wurde zudem 2005 mit einem Prix Lumières als Beste Nachwuchsdarstellerin auszeichnet.
Der Film erhielt den Prix du Syndicat Français de la Critique für das beste französische Filmdebüt.